# NGC 2242
NGC 2242 é uma nebulosa planetária na direção da constelação de Auriga. O objeto foi descoberto pelo astrônomo Lewis Swift em 1886, usando um telescópio refrator com abertura de 16 polegadas. Devido a sua moderada magnitude aparente (+15), é visível apenas com telescópios amadores ou com equipamentos superiores. 